# Léon Goossens
Léon Jean Goossens (* 12. Juni 1897 in Liverpool; † 13. Februar 1988 in Tunbridge Wells) war ein englischer Oboist.

## Leben
Léon Goossens war Sohn des Violinisten und Operndirigenten Eugène Goossens, sein Bruder war der Dirigent und Komponist Eugène Aynsley Goossens. Goossens begann im Alter von acht Jahren mit dem Oboenspiel und trat bereits wenige Jahre später öffentlich auf. 1911 bis 1914 studierte er am Londoner Royal College of Music und wurde 17-jährig Erster Oboist des Queen’s Hall Orchestra. Im Ersten Weltkrieg verwundet, kehrte er nach dem Militärdienst wieder zum Queen’s Hall Orchestra zurück. 1924 wechselte er zum Covent Garden unter Thomas Beecham, spielte außerdem im Orchester der Royal Philharmonic Society und von 1932 bis 1939 im London Philharmonic Orchestra als Erster Oboist. Außerdem lehrte er selbst 1924 bis 1939 Oboe am Royal College of Music.
Später schlug Goossens eine Laufbahn als Oboensolist ein und genoss diesseits und jenseits des Atlantiks hohes Ansehen. Mehrere Komponisten widmeten ihm Werke, etwa Ralph Vaughan Williams (Konzert für Oboe und Streicher a-Moll), Arnold Bax, Benjamin Britten oder Francis Poulenc. Auch sein Bruder Eugène schrieb ein Oboenkonzert für ihn. 1950 wurde er zum CBE ernannt. 1962 erlitt er bei einem Verkehrsunfall Verletzungen im Kiefer- und Lippenbereich, konnte jedoch 1966 seine Karriere nach Umstellung seiner Spieltechnik nochmals aufnehmen und konzertierte bis ins Alter von mehr als 80 Jahren.
Léon Goossens, der auch Meisterklassen leitete und gemeinsam mit Edwin Roxburgh das Buch Oboe (London, 1977) veröffentlichte, gilt als Begründer einer englischen Schule des Oboenspiels.